# Міст П'єра Лапорта
Міст П'єра Лапорта (фр. Pont Pierre-Laporte) — висячий міст через річку Святого Лаврентія, що з'єднує міста Квебек і Леві.
Довжина моста — 1041 м, основний проліт — 667,5 м (найдовший в Канаді). Також це найдовший підвісний міст світу з безкоштовним проїздом. Пропускна здатність — близько 90 тисяч одиниць транспорту.
Міст був відкритий в 1970 році паралельно старому Квебекському мосту в двохстах метрах на захід. Спочатку його планували назвати «Новим Квебекський мостом» або «Мостом Фронтенак». Однак, міст названо в честь політика і юриста П'єра Лапорта, вбитого 17 жовтня 1970 року під час Жовтневої кризи.